# 张韬光
张韬光（生卒年不详），唐朝宦官，天宝十年（751年）奉唐玄宗之命为中使、内侍省、内寺伯并带赐绯鱼袋出使罽宾国（今喀布尔河中下游之间），使团共40余人。
天宝十二年（753年）2月21日，张韬光等人在罽宾国完成使命后，沿原路返回。在罽宾王冬宫处的健陀罗国（今巴基斯坦白沙瓦附近，包括阿富汗附近）时，部下左卫别将车奉朝，因疾无法随团回国，便留在一座菩提寺里养病。车奉朝病愈后，出于感激菩提寺僧人的救命之恩，立誓出家信佛。至德二年（757年）車奉朝拜当地三藏法师舍利越魔为师，削发为僧，法号“达摩驮都”，时年27岁。